# Nomosphecia phillipsae
Nomosphecia phillipsae är en stekelart som beskrevs av Ian D. Gauld 1991. Nomosphecia phillipsae ingår i släktet Nomosphecia och familjen brokparasitsteklar. Inga underarter finns listade i Catalogue of Life.